# Polinia di Baia Terra Nova
La polinia di Baia Terra Nova è una polinia costiera situata nel settore occidentale del Mare di Ross (Antartide) a circa 75°S e 164°E e ricopre un'area di circa 80 km di lunghezza e di 30 km di larghezza della baia Terra Nova. È circondata dalle lingue di tre ghiacciai: il ghiacciaio Reeves e il ghiacciaio Priestley che confluiscono nella piattaforma di ghiaccio Nansen e il ghiacciaio David da cui si protende la lingua glaciale Drygalski.
È una polinia da calore latente, ovvero il tipo di polinia che si può formare in quelle zone in cui per effetto dei venti o delle correnti marine si producono divergenze nella copertura di ghiaccio marino che permettono di avere aree di superficie marina libera da ghiacci.  
Nel caso della formazione della polinia di Baia Terra Nova sono molto importanti i venti catabatici, cioè masse d’aria fredde e dense che si originano sulla calotta antartica e che discendono verso il mare guidati dalla topografia del continente antartico.
I venti catabatici soffiando da terra verso il mare favoriscono l'apertura della polinia che viene mantenuta grazie anche alla lingua di ghiaccio Drygalski che, delimitandola a meridione, impedisce l'arrivo di ghiaccio da sud. I venti catabatici spingono verso il mare aperto il ghiaccio marino e per effetto dell’abbassamento della temperatura delle acque superficiali si può avere nuova formazione di ghiaccio marino che successivamente sarà allontanato verso il mare aperto.
Dal punto di vista oceanografico, la polinia di baia Terra Nova svolge un ruolo importante nella formazione e nella dinamica delle masse d’acqua della regione occidentale del Mare di Ross. Infatti, durante il congelamento dell’acqua marina, i sali in essa contenuti vengono rilasciati, aumentando la salinità e di conseguenza la densità delle acque subsuperficiali sottostanti. Si produce così la High Salinity Shelf Water (HSSW), che è la massa d’acqua più densa dell'Oceano Meridionale.
La stabilità della stratificazione della densità della colonna d'acqua è importante per favorire le fioriture algali, alla base della catena alimentare. Le diatomee attivano a rappresentare il 90% del fitoplancton nella polinia di Baia di Terra Nova, dove a seguito della fusione del ghiaccio, si formano strati superficiali meno densi poco profondi.